# Mieczysław Sochacki
Mieczysław Sochacki (ur. 7 sierpnia 1932, zm. 22 maja 2010) – polski kierowca i pilot rajdowy, rajdowy mistrz i wicemistrz Polski.

## Życiorys
Po odbyciu służby wojskowej pracował jako kierowca zawodowy. Karierę sportową rozpoczynał w latach pięćdziesiątych jako zawodnik w wyścigach motocyklowych. Był członkiem Automobilklubu Krakowskiego. Potem startował w zawodach jako kierowca wyścigowy i rajdowy. W rajdach zaczynał starty jako kierowca służbowej Skody Tudor. To właśnie w rajdach odnosił swoje największe sukcesy. W roku 1957 zdobył swój pierwszy tytuł mistrz Polski w Rajdowych Samochodowych Mistrzostwa Polski, startował wtedy Warszawą M-20. Sukces ten powtórzył w roku 1960. Również jako pilot rajdowy zdobył dwa razy mistrzostwo Polski w rajdach samochodowych. W roku 1964 z kierowcą Kazimierzem Osińskim i w roku 1965 z kierowcą Aleksandrem Sobańskim. Oprócz tego zdobył dwa razy wicemistrzostwo Polski w roku 1958 i 1963. Startował także w rajdach poza granicami Polski w Rajdzie Safari, Monte Carlo, w Złotych Piaskach, w Rajdzie Monachium-Wiedeń-Budapeszt. Był pasjonatem starej i nowe motoryzacji. Działał w Kole Pojazdów Zabytkowych przy Automobilklubie Krakowskim (jeździł własnoręcznie odrestaurowywanym Renaultem Dauphine), a także do końca był czynny zawodowo jako doradca serwisowy w autoryzowanym salonie samochodowym.